# Eleição municipal de Cascavel (Paraná) em 2016
A eleição municipal de Cascavel em 2016 foi realizada para eleger um prefeito, um vice-prefeito e 21 vereadores no município de Cascavel, no estado brasileiro do Paraná. O prefeito eleito foi Leonaldo Paranhos, do PSC, com 51,17% dos votos válidos, sendo eleito já no primeiro turno. O vice-prefeito eleito, na chapa de Paranhos, foi Jorge Luiz Lange (PSD).
Seguindo a Constituição, os candidatos são eleitos para um mandato de quatro anos a se iniciar em 1º de janeiro de 2017. A decisão para os cargos da administração municipal, segundo o Tribunal Superior Eleitoral, contou com 206 714 eleitores aptos e 21 622 abstenções, de forma que 10.46% do eleitorado não compareceu às urnas naquele turno.

## Antecedentes
As eleições municipais de Cascavel nos anos anteriores foram marcadas pelo protagonismo de Edgar Bueno (PDT). O político foi o primeiro a governar Cascavel por três mandatos: de 2001 a 2004, 2009 a 2012 e 2013 a 2016. Nas eleições de 2004, Bueno ficou em segundo lugar, com 42,2% dos votos.
Leonaldo Paranhos, eleito prefeito de Cascavel em 2016, já tinha uma carreira na política brasileira. De 1997 a 2000 foi vereador em Cascavel. Em 2000, foi eleito vice-prefeito de Cascavel na chapa de Edgar Bueno. De 2002 a 2006 foi suplente pelo PMDB, e em 2010, foi eleito deputado estadual pelo PSC.

## Eleitorado
Na eleição municipal de 2016 estiveram aptos a votar 206.209 cascavelenses, o que corresponde a 72% da população do município.

## Candidatos
A eleição para prefeito contou com 7 candidatos em 2016: Marcos Vinicius Pires de Souza do Partido Socialista Brasileiro, Leonaldo Paranhos do Partido Social Cristão, Marcio Pacheco do Partido Pátria Livre, Ivanildo Claro da Silva do Partido Socialismo e Liberdade, Aderbal de Holleben Melo do Partido dos Trabalhadores, Walter Parcianello do Movimento Democrático Brasileiro (1980), Helio João Laurindo do Progressistas.

## Campanha
A campanha eleitoral de Leonaldo Paranhos se baseou em "Sete pilares para a construção de uma nova Cascavel", conforme o plano de governo divulgado pelo site do Tribunal Superior Eleitoral. São eles: desenvolvimento, saúde, segurança, educação, mobilidade, sustentabilidade e agricultura rural.
Embora Paranhos defendesse esses sete campos para a atuação governamental, destacava como prioridade a questão da saúde pública: “Uma tolerância zero com a corrupção, com o desperdício e, no primeiro dia de governo, a humanização da saúde pública". Desde o início de 2019, entretanto, o município de Cascavel vem enfrentando diversas dificuldades na gestão dessa área. Segundo a CGN, a procura nas UPAs aumentou 25% em decorrência dos inúmeros casos de diarreia e dengue, na mesma época em que a Sanepar vem sendo questionada sobre a qualidade da água distribuída à população.

## Pesquisas
Entre os meses de maio e outubro de 2016 foram realizadas quatro pesquisas de intenção de voto referentes ao primeiro turno das eleições municipais de Cascavel para prefeito. As três primeiras avaliaram a opinião de 400 entrevistados, com uma margem de erro de 3 pontos percentuais. A quarta pesquisa avaliou a opinião de 600 entrevistados, com uma margem de erro de 4 pontos percentuais.
Na primeira pesquisa, realizada entre os dias 19 e 24 de maio de 2016 pelo Instituto DataSonda Ltda, Leonaldo Paranhos aparecia com 42,3% das intenções de voto. Marcio Pacheco vinha atrás com 27,5%. Walter Parcianello e Marcos Vinicius tinham respectivamente 2,5% e 1,8% das intenções. Helio Laurindo e Ivanildo Claro estavam empatados com 1,5%. Não foi registrada a intenção de voto referente ao candidato Aderbal Melo.
A mesma empresa realizou uma segunda pesquisa entre os dias 27 e 30 de agosto de 2016, a pedido da Rádio Nacional News. Nela, Paranhos apresentava 44,3% das intenções de voto, seguido por Pacheco com 24,8%. Walter Parcianello, Helio Laurindo, Aderbal Melo, Ivanildo Claro e Marcos Vinicius apareciam com, respectivamente, 4%, 2,8%, 2,8%, 2,3% e 2% das intenções.
Em terceira pesquisa do Instituto DataSonda, realizada entre os dias 21 e 24 de setembro a pedido da TV Tarobá, Paranhos apresentou 40,5% da intenções de voto. Marcio Pacheco também teve piora em seu desempenho, com 14,3%. Marcos Vinicius, Walter Parcianello, Ivanildo Claro, Helio aurindo e Aderbal Melo apareceram com, respectivamente, 6%, 5%, 4%, 3,3% e 3% das intenções de voto.
A última pesquisa, realizada entre os dias 29 de setembro e 1º de outubro de 2016, pelo Instituto Exatta Pesquisas, Leonaldo Paranhos aparece com 53,7% das intenções de voto, e Marcio Pacheco com 22,7%. Marcos Vinicius, Walter Parcianello, Helio Laurindo e Ivanildo Claro com, respectivamente, 3,8%, 3,7%, 3,7%, 2,3% e 0,8% das intenções.

## Resultados

### Eleição municipal de Cascavel em 2016 para Prefeito
No dia 2 de outubro de 2016, Leonaldo Paranhos foi eleito prefeito de Cascavel com 51,17% dos votos válidos.
| Candidato(a)                         | Vice                            | Coligação                                            | Votos recebidos | Percentual |
| ------------------------------------ | ------------------------------- | ---------------------------------------------------- | --------------- | ---------- |
| Leonaldo Paranhos (PSC)              | Jorge Luiz Lange                | Cascavel Mais Humana, Sem Corrupção, Sem Desperdicio | 86099           | 51.17%     |
| Marcio Pacheco (PPL)                 | Juliano Huck Murbach            | É Hora do Novo, Muda Cascavel!                       | 56260           | 33.43%     |
| Walter Parcianello (MDB)             | Adani Primo Triches             | Movimento Democrático Brasileiro (sem coligação)     | 8200            | 4.87%      |
| Helio João Laurindo (PP)             | Salazar Barreiros Junior        | Partido Progressista (sem coligação)                 | 6506            | 3.87%      |
| Marcos Vinicius Pires de Souza (PSB) | Miroslau Bailak                 | Amor Por Cascavel                                    | 6327            | 3.76%      |
| Aderbal de Holleben Melo (PT)        | Francis Mary Guimaraes Nogueira | Partido dos Trabalhadores (sem coligação)            | 3376            | 2.01%      |
| Ivanildo Claro da Silva (PSOL)       | Marlene de Jesus Alves da Costa | Se Cascavel Fosse Nossa                              | 1505            | 0.89%      |

### Eleição municipal de Cascavel em 2016 para Vereador
Na decisão para o cargo de vereador na eleição municipal de 2016, foram eleitos 21 vereadores com um total de 166 656 votos válidos. O Tribunal Superior Eleitoral contabilizou 9 620 votos em branco e 8 816 votos nulos. De um total de 206 714 eleitores aptos, 21 622 (10.46%) não compareceram às urnas.
| Nome                             | Partido político                               | Coligação                                        | Votos recebidos | Percentual |
| -------------------------------- | ---------------------------------------------- | ------------------------------------------------ | --------------- | ---------- |
| Romulo Quintino                  | Partido Social Liberal (PSL)                   | Partido Social Liberal (sem coligação)           | 3397            | 2.04%      |
| Pedro Arthur Sampaio Neto        | Partido da Social Democracia Brasileira (PSDB) | Unidos pelo Trabalho                             | 3159            | 1.9%       |
| Sebastião Madril da Silva        | Partido da Mulher Brasileira (PMB)             | Por uma Cascavel de Todos                        | 2832            | 1.7%       |
| Antonio Sergio Campanha Ribeiro  | Partido Pátria Livre (PPL)                     | A Mudança Começa Agora                           | 2778            | 1.67%      |
| Aldino Jorge Bueno               | Partido da República (PR)                      | Cascavel Para Todos                              | 2657            | 1.59%      |
| Aldonir Cabral                   | Partido Democrático Trabalhista (PDT)          | Unidos pelo Trabalho                             | 2605            | 1.56%      |
| Celso Luiz Dal Molin             | Partido da República (PR)                      | Cascavel Para Todos                              | 2134            | 1.28%      |
| Sidnei Mazutti                   | Partido Social Liberal (PSL)                   | Partido Social Liberal (sem coligação)           | 2049            | 1.23%      |
| Carlos Luiz de Oliveira          | Partido Social Cristão (PSC)                   | Partido Social Cristão (sem coligação)           | 1917            | 1.15%      |
| Jorge Luiz Bocasanta             | Partido Republicano da Ordem Social (PROS)     | Unidos por Cascavel                              | 1870            | 1.12%      |
| Misael Pereira de Almeida Junior | Partido Social Cristão (PSC)                   | Partido Social Cristão (sem coligação)           | 1807            | 1.08%      |
| Paulo Humberto Porto Borges      | Partido Comunista do Brasil (PCdoB)            | Por uma Cascavel de Todos                        | 1800            | 1.08%      |
| Valdecir Alcantara Rodrigues     | Partido Social Liberal (PSL)                   | Partido Social Liberal (sem coligação)           | 1733            | 1.04%      |
| Alecio Natalino Espinola         | Partido Social Cristão (PSC)                   | Partido Social Cristão (sem coligação)           | 1635            | 0.98%      |
| Jaime Luiz Vasatta               | Podemos (PODE)                                 | Cascavel Para Todos                              | 1534            | 0.92%      |
| Albino Stehr Junior              | Democracia Cristã (DC)                         | Renova Cascavel                                  | 1330            | 0.8%       |
| Mauro Emilio Seibert             | Partido Progressista (PP)                      | Partido Progressista (sem coligação)             | 1328            | 0.8%       |
| Fernando Bottega Hallberg        | Partido Pátria Livre (PPL)                     | A Mudança Começa Agora                           | 1255            | 0.75%      |
| Olavo dos Santos                 | Partido Humanista da Solidariedade (PHS)       | Unidos por Cascavel                              | 1082            | 0.65%      |
| Josue Oliveira de Souza          | Partido Trabalhista Cristão (PTC)              | Mudança com Qualidade                            | 994             | 0.6%       |
| Roberto Parra                    | Movimento Democrático Brasileiro (MDB)         | Movimento Democrático Brasileiro (sem coligação) | 803             | 0.48%      |

## Análise
Embora Leonaldo Paranhos estivesse sempre a frente nas pesquisas de intenção de voto, foi cogitada a possibilidade de ocorrer o segundo turno no município de Cascavel.  Apesar disso, o ex deputado estadual obteve 51,1% dos votos, seguido do concorrente Marcio Pacheco, com desempenho de 33,5% do eleitorado.
Poucos dias antes das eleições, uma série de protestos tomou conta do cenário político de Cascavel, movidos contra a candidatura de Leonaldo Paranhos. Em debate da RPC TV Cascavel, afiliada da Rede Globo no Paraná, o então candidato à prefeitura afirmou defender "os valores da família", considerando o conceito de família como sendo a união entre um homem e uma mulher. Paranhos também disse ser contra o casamento gay, porém, respeita os homossexuais desde que "longe de crianças". Tais declarações repercutiram nas redes sociais, dando início a um movimento social que envolveu diversos sindicatos e coletivos.
Leonaldo Paranhos foi empossado no dia 1º de janeiro de 2017, já anunciando parte do secretariado. Depois de cem dias de governo, o G1 publicou um vídeo sobre a gestão de Paranhos, apontando os principais temas propostos em sua campanha.